# 上宅文化遗址
上宅文化遗址位于北京市平谷区金海湖地区（原“韩庄镇”）上宅村、大兴庄镇北埝头村，北依燕山山脉南临泃河，是新石器时代遗址。现辟为“上宅文化陈列馆”。2019年10月7日入选第八批全国重点文物保护单位。

## 简介
1982年北京市文物局对北京市进行文物普查时发现上宅文化遗址，随后在1985-1987年间经历了五次发掘，出土大批新石器时代文物。这处文化被正式命名为“上宅文化”。遗址文化堆积分为8层，上层是商周至唐辽文化，中层和红山文化接近，下层是新石器时代中早期文化。上宅遗址的绝对年代约为7500-6000年前。上宅文化是北京地区至今发现的最早的、处在原始农业萌芽状态中的新石器时代文化。

## 考古发现
上宅遗址第5层出土的一组石磨盘和石磨棒上发现了来自橡子、粟、黍和一些块茎类、杂草类植物的淀粉粒。这一发现体现了粟黍的加工，反映了该时期上宅先民的生业模式以采集与农业并重。除了粟黍遗存外，该遗址还出土了丰富的石质和陶质的生产工具、陶质生活用具等。
根据遗址剖面孢粉分析，第5文化层偏晚阶段存在禾本科的农作物花粉，反映出该时期已经存在垦殖活动。先民可以在台地上种植作物，下河捕捞，上山采集狩猎，过着农耕、渔猎与采集相兼的生活。

## 上宅文化陈列馆
上宅文化陈列馆位于金海湖北岸，是一座遗址类博物馆，在上宅文化遗址的基础上成立，1989年开放。
上宅文化陈列馆主体建筑仿照新石器时代人类居住的关池穴式马架子窝棚状，建筑面积达到1284平方米，分为上下两层。一层展厅陈列“上宅文化”及周边环境的考古成果，通过磨盘、斧、深腹罐、碗、杯等器物展现“上宅文化”。 陈列的上宅文化生产工具主要为打制、磨制、琢制的大型石器以及斧、网坠、石球、柳叶形石刀等细石器。陈列的上宅文化生活用具主要为陶器，包括深腹罐、圈足钵、碗、鸟首形镂孔器等等。上宅文化的艺术品包括石雕小动物、陶塑猪头等等饰品，其中的鸟首形陶柱表明上宅人已有“图腾崇拜”的祭祀活动。二层是综合厅，陈列平谷区出土、征集的文物200多件，反映从商周时期到明清时期平谷人民的生产及生活情况。